# كلارنس إتش جونستون سينيور
كلارنس إتش جونستون سينيور (بالإنجليزية: Clarence H. Johnston, Sr.) هو مهندس معماري أمريكي، ولد في 28 أغسطس 1859 في مقاطعة واسيكا في الولايات المتحدة، وتوفي في 29 ديسمبر 1936.